# 데이비드 맥키넌
데이비드 C.맥키넌(영어: David C.MacKinnon, 1994년 12월 15일 ~ )은 미국의 야구 선수이자, 전 KBO 리그 삼성 라이온즈의 내야수이다.

## 미국 프로야구 시절
2022년에 LA 에인절스에 입단하였다.

## 일본 프로야구 시절
2023년에 사이타마 세이부 라이온스에 입단하였다.

## 한국 프로야구 시절

### 삼성 라이온즈시절
2024년에 호세 피렐라를 대체할 외국인 타자로 영입되었으며 대학 시절 골키퍼로 활동했던 터라 수비력에 강점을 가졌다. 그러나 2024년 7월 9일에 장타력 저하를 이유로 퇴출되었으며, 그의 대체 용병으로는 루벤 카데나스가 영입되었다.